# くじびきアンバランス 会長お願いすま〜っしゅファイト☆
『くじびきアンバランス 会長お願いすま〜っしゅファイト☆』（くじびきアンバランス かいちょうおねがいすま〜っしゅファイト）は2007年1月25日に発売されたPlayStation 2用ゲーム。発売元はマーベラスインタラクティブ、ジャンルは「ツンデレアクション」となっている。

## 概要
本作は木尾士目原作の漫画・アニメ『くじびきアンバランス』を原作とした3Dアクションゲームである。舞台は全てを入学試験から生徒会役員まですべてを「くじびき」で決める「立橋院学園」。ここは長い歴史と広大な敷地面積を誇り小・中・高一貫教育で、その生徒会の権限は小国にも匹敵すると言われている。主人公・榎本千尋はくじびきで次期生徒会候補に選ばれてしまい、次期生徒会役員となるためにパートナーと共に厳しい修行と試練をこなしていくことになる。
ゲーム本編は立橋院学園内の自動生成のダンジョンを進んでいく3Dアクション。ステージ開始前に好きなキャラクターを1人選ぶと、それに応じたサブキャラクターがついてきて、合計3人でステージを進んでいくことになる。パートナーは最初はそっけない「ツン」状態だが、ダメージを受けたパートナーを回復してあげたりすると好感度が上がって行き、「デレ」状態になるとゲームの進行が有利になる。

## 登場キャラクター
榎本千尋（えのもと ちひろ）
声：瀧本富士子
本作の主人公。立橋院学園・高等部1年生。次期生徒会会長候補。生まれたときからずっと不運続きの少年だが優しい心を持つ。
秋山時乃（あきやま ときの）
声：野中藍
本作のヒロイン。立橋院学園・高等部1年生。次期生徒会副会長候補。驚異的な強運の持ち主で、天真爛漫な性格。千尋の幼馴染。
上石神井蓮子（かみしゃくじい れんこ）
声：西原久美子
立橋院学園・高等部1年生。次期生徒会書記候補。天才的なマッドサイエンティストで秘書の山田を改造してさまざまなメカを作り上げる。
朝霧小雪（あさぎり こゆき）
声：こじまかずこ
立橋院学園・小学部5年生。次期生徒会会計候補。大人しい性格だが、実は努力家。
山田薫子（やまだ かおるこ）
声：後藤邑子
蓮子の秘書。おっとりした口調のメガネ美人。
律子・キューベル・ケッテンクラート
声：小清水亜美
現・生徒会長。千尋の幼馴染でドイツ人と日本人とのハーフ。常にヘルメットを被っている。
如月香澄（きさらぎ かすみ）
声：ゆかな
現・生徒会副会長。黒髪のロングヘアで学内の隠れた人気はナンバーワンとも言われている。常に刀を携えており、学内最強を誇る。
リサ・ハンビー
声：高木礼子
現・生徒会会計。両親はアメリカ人だが貧乏性。会計だけあって驚異的な計算能力を誇る。
榎本忍（えのもと しのぶ）
声：笹本優子
立橋院学園高等部の数学教師。榎本千尋の姉だが、弟を溺愛している。元ヤンキーで学生時代は生徒会と激しい抗争を繰り広げたという。
橘いづみ（たちばな いづみ）
声：中尾衣里
立橋院学園高等部の一年生。幼い頃から特殊部隊の一員として教育されてきたため感情の起伏に乏しい。
アイラワティ・チャカルティー
立橋院学園の保健医。浅黒い肌をしており国籍不明。保健医だけに回復ポイントではパーティーメンバーを回復してくれる。

## 予約特典
ドラマCD「すぺしゃるツンディスク」
「ツン」をテーマにしたドラマCD。

## 初回限定版
ドラマCD「すぺしゃるデレディスク」
「デレ」をテーマにしたドラマCD。
デスクトップアクセサリ「会長おねがいディスク」
壁紙、スクリーンセーバー、「おみくじアンバランス」などを収録したCD-ROM。